# Episodi di Love Me Licia

Logo della serie

Questa è la lista degli episodi della serie televisiva Love Me Licia, trasmessa su Italia 1 nel 1986.
La serie è formata da un totale di 34 episodi, ai quali va aggiunto il fantomatico episodio Cercando Giuliano, mai trasmesso ma segnalato su alcune guide televisive.
La serie è attualmente visibile su Mediaset Play e su Infinity TV.
| Nº | Titolo                      | Prima TV         |
| -- | --------------------------- | ---------------- |
| 1  | Nostalgia per Mirko         | 6 ottobre 1986   |
| 2  | Mirko ritorna               | 8 ottobre 1986   |
| 3  | Chi è quella donna?         | 10 ottobre 1986  |
| 4  | I proverbi di Giuliano      | 13 ottobre 1986  |
| 5  | Il sogno di Mirko           | 15 ottobre 1986  |
| 6  | La vendetta di Andrea       | 17 ottobre 1986  |
| 7  | Una rosa per Mary           | 20 ottobre 1986  |
| 8  | Marrabbio in tilt           | 22 ottobre 1986  |
| 9  | Colpo di fulmine            | 24 ottobre 1986  |
| 10 | La congiura dei Beehive     | 27 ottobre 1986  |
| 11 | Un fulmine chiamato Mary    | 29 ottobre 1986  |
| 12 | Un invito per Marrabbio     | 31 ottobre 1986  |
| 13 | Una simpatica festa         | 3 novembre 1986  |
| 14 | Tanti amici per Licia       | 5 novembre 1986  |
| 15 | Andrea al mare              | 7 novembre 1986  |
| 16 | Sulla spiaggia              | 10 novembre 1986 |
| 17 | Marrabbio in vacanza        | 12 novembre 1986 |
| 18 | Il naufragio                | 14 novembre 1986 |
| 19 | Ritorno a casa              | 17 novembre 1986 |
| 20 | Le favole di Hildegard      | 19 novembre 1986 |
| 21 | Preparativi per la montagna | 21 novembre 1986 |
| 22 | In montagna                 | 24 novembre 1986 |
| 23 | Andrea dove sei?            | 28 novembre 1986 |
| 24 | Si ricomincia               | 1º dicembre 1986 |
| 25 | Tutti per Mirko             | 3 dicembre 1986  |
| 26 | Pronti per l'asilo          | 5 dicembre 1986  |
| 27 | Dove sei Giuliano?          | 8 dicembre 1986  |
| /  | Cercando Giuliano           | Inedito          |
| 28 | La strategia                | 10 dicembre 1986 |
| 29 | Ore 10: lezione di polpette | 12 dicembre 1986 |
| 30 | Un parco pieno di sorprese  | 15 dicembre 1986 |
| 31 | Mambo e rock 'n roll        | 17 dicembre 1986 |
| 32 | La canzone di Licia         | 19 dicembre 1986 |
| 33 | Il compleanno di Andrea     | 22 dicembre 1986 |
| 34 | Buon Natale!                | 24 dicembre 1986 |

## Nostalgia per Mirko
- Prima TV: 6 ottobre 1986

Mirko è partito per gli Stati Uniti assieme ai Bee Hive ormai da alcuni mesi, e Andrea ne sente la mancanza, questo anche perché ha telefonato poche volte, e sempre quando lui non c'era. Nonostante ciò, ha invece mandato parecchie lettere. Un giorno, nonostante mancassero ancora alcuni giorni prima della fine della tournée, Mirko telefona a Licia dicendo che torneranno a casa il giorno successivo, in quanto il loro ultimo concerto è stato annullato per un inconveniente tecnico. Quella sera, prima di andare a dormire, Andrea, che vorrebbe fare un regalo al fratello, chiede a Licia cosa potrebbe regalargli, e lei le consiglia di fargli un disegno colorato.
- Canzoni: Broken Heart.

## Mirko ritorna
- Prima TV: 8 ottobre 1986

Andrea e Licia sono molto felici per l'imminente arrivo di Mirko. Si mettono quindi d'accordo con Marika e Manuela per trovarsi più tardi all'aeroporto. Successivamente ci vanno assieme a Giuliano, e arrivano dunque i Bee Hive, che vengono subito travolti da un'orda di appassionati. Finalmente Satomi incontra Marika, Tony incontra Manuela e Mirko incontra Licia, Giuliano e Andrea, che gli regala il disegno colorato (che aveva precedentemente fatto all'asilo). Per festeggiare decidono di andare a mangiare da qualche parte, ma prima vanno tutti al Mambo per avvisare Marrabbio. Lì scopriranno che quest'ultimo, assieme a Nonno Sam e Lauro, ha organizzato una festa per il ritorno dei Bee Hive.
- Canzoni: Broken Heart.

## Chi è quella donna?
- Prima TV: 10 ottobre 1986

Il giorno successivo all'arrivo dei Bee Hive, Mirko regala ad Andrea un orologio degli Snorky preso negli Stati Uniti. Dato che vuole farlo vedere a Licia e Marrabbio, chiede al fratello il permesso di passare al Mambo prima di andare all'asilo. Questo accetta, chiedendogli di dire a Licia di andare a trovarlo in sala prove durante il pomeriggio. Mirko fa poi vedere ad Andrea alcune riviste statunitensi nelle quali si parla della tournée dei Bee Hive. In una di queste Andrea vede una foto di Mirko assieme a una donna: si tratta di Mary, la manager per l'estero che ha organizzato il viaggio del gruppo. Andrea teme che Mirko possa avere una relazione con Mary, cosa che lo preoccupa, dato che lui vuole che suo fratello sposi Licia. Data la situazione, Andrea non avverte Licia di andare da Mirko in sala prove, cosa che, per paura della reazione di Marrabbio, non fa nemmeno Satomi quando, più tardi, va al Mambo. Licia tenta poi ripetutamente di telefonare, senza successo, a Mirko. Più tardi Andrea va in sala prove, dove si preoccupa nel vedere che suo fratello e Mary sembrano stare sempre vicini l'un l'altro.
- Canzoni: Broken Heart, I Need Your Love.

## I proverbi di Giuliano
- Prima TV: 13 ottobre 1986

Licia continua a telefonare a Mirko, senza però ottenere risposta. Nel frattempo quest'ultimo non è molto concentrato nel cantare, tanto da subire i rimproveri di Lucas, il manager dei Bee Hive. Andrea, non volendo che Licia incontri Mirko, le dice che Mirko ha passato tutta la giornata all'università a studiare, invece di andare a cantare coi Bee Hive. Più tardi Licia accompagna Andrea a casa e poi va via e, dopo che anche Mirko è tornato, Andrea gli dice che, nonostante avesse detto a Licia di andare in sala prove, questa non ha potuto, essendo impegnata con il lavoro.
- Canzoni: Baciami, Kiss Me with Love.

## Il sogno di Mirko
- Prima TV: 15 ottobre 1986

Mirko fa un incubo: sogna di camminare felicemente con Licia, finché lei si allontana lasciandolo solo. Il sogno lo fa svegliare di notte e, preoccupato, tenta di telefonare alla sua amata, nonostante il tardo orario. Marrabbio, sentendo il rumore del telefono, si alza e scende le scale di casa, ma inciampa e cade, facendosi male alla testa. Nel dì successivo, Mirko va al Mambo per accompagnare Andrea, e successivamente va all'università. Lì, Mirko parla a Satomi del suo incubo, dicendogli che lo preoccupa molto. Anche Andrea risulta essere parecchio scosso dall'accaduto, tanto da litigare con Elisa all'asilo. Satomi telefona poi a Licia, dicendogli di venire in sala prove, non essendoci andata il giorno precedente, tuttavia Licia capisce che c'è qualcosa che non va, anche perché ha saputo da Marika che il giorno precedente Mirko è andato in sala prove, diversamente da ciò che le aveva detto Andrea.
- Canzoni: Broken Heart.

## La vendetta di Andrea
- Prima TV: 17 ottobre 1986

Andrea e Mirko sono ancora parecchio turbati dai fatti accaduti di recente, tanto che il cantante dei Bee Hive ha problemi quando deve cantare. Andrea comincia a preoccuparsi quando scopre che Licia è intenzionata ad andare in sala prove, dato che ciò vorrà dire che si verrà a sapere che negli ultimi tempi ha continuato a dire bugie. Andrea accompagna Licia in sala prove, e una volta arrivati, per "vendicarsi", Andrea chiude Mary in bagno, ma alla fine la suddetta verrà liberata e rivelerà che è stato il bambino a chiuderla.
- Canzoni: Lovely Smile.

## Una rosa per Mary
- Prima TV: 20 ottobre 1986

La verità è venuta a galla, e l'indomani Andrea rivela a Mirko che il motivo per tutto quello che è capitato è stata la foto dove lui è accanto a Mary. A quel punto Mirko gli fa rivedere la suddetta foto, e Andrea si rende conto che quella che aveva visto lui in realtà era solo una parte della foto intera, nella quale erano presenti tutti i membri dei Bee Hive, assieme a Lucas e Mary. Mirko va poi al Mambo con suo fratello per consegnare dei regali presi negli Stati Uniti a Licia e Marrabbio. Andrea vorrebbe farsi perdonare da Mary, così Marrabbio, seguendo gli insegnamenti datigli il passato da sua madre, gli consiglia di darle una rosa. Licia scarta poi il suo regalo, che scopre essere un diario e successivamente Marrabbio va a comprare una rosa rossa, per andare con Andrea in sala prove a consegnarla a Mary in un secondo momento.
- Canzoni: Baciami, Kiss Me with Love, Nel grande cielo blu.

## Marrabbio in tilt
- Prima TV: 22 ottobre 1986

Andrea e Marrabbio vanno alla sala prove per consegnare la rosa rossa a Mary, ma, alla fine, non è Andrea, bensì Marrabbio stesso a consegnarle il fiore, chiedendole di perdonare il bambino e ricevendo dalla suddetta i complimenti per la sua galanteria (essendosi anche vestito molto elegantemente). Come risultato, Marrabbio "va in tilt", cominciando prima a balbettare, per poi quasi svenire e riprendersi risultando però decisamente inebetito. Decide allora di non tornare al Mambo e di restare lì ad ascoltare la musica dei Bee Hive (nonostante l'avesse sempre odiata), cominciando a dire di aver sempre adorato il rock, "sin dai tempi di Elvis". Dopo due ore Licia, Lauro e Nonno Sam si domandano dove sia finito Marrabbio, e Licia, notando l'assenza della rosa rossa e ricordando le parole di sua nonna, capisce che i due sono andati alla sala prove per scusarsi con Mary, al che Nonno Sam e Lauro cominciano a pensare che il ritardo sia dovuto al fatto che Marrabbio sia svenuto dopo aver ascoltato la musica dei Bee Hive. Licia decide quindi di telefonare a Mirko, dal quale scopre che il padre sta effettivamente ascoltando la loro musica, tra l'altro molto volentieri. Parla poi col suddetto, che, ancora inebetito, le dice di non importargli affatto di tutto il lavoro che c'è da fare al locale, essendoci già lei che può farlo al suo posto. Nonno Sam e Lauro decidono quindi di darle una mano. Dopo diverso tempo Andrea riesce finalmente a persuadere Marrabbio a tornare al Mambo, dove il suddetto, dopo aver subito i rimproveri di Lauro, Nonno Sam e Licia, per via del suo comportamento inusuale fa preoccupare quest'ultima, che pensa che la situazione possa essere dovuta alla botta in testa presa pochi giorni prima. Uscendo dal locale Nonno Sam e Lauro cominciano a considerare l'ipotesi che in realtà Marrabbio si sia ridotto così a seguito di un colpo di fulmine.
- Canzoni: Baciami, Kiss Me with Love (momentanea e successivamente in sottofondo), I Need Your Love (in sottofondo), Lovely Smile (in sottofondo).

## Colpo di fulmine
- Prima TV: 24 ottobre 1986

Il giorno successivo all'accaduto, Marrabbio sembra essere tornato quello di sempre ma, sentendo parlare di ciò che è successo, comincia a rifletterci, arrivando a pensare di potersi essere effettivamente invaghito di Mary. Nel frattempo Andrea dice a Elisa e Katia che a Marrabbio ha cominciato a piacere la musica rock (nonostante quest'ultimo non voglia che la cosa si sappia in giro), cosa che lo rende felice dato che ciò potrebbe convincere quest'ultimo a far sposare Licia con Mirko. Nel mentre Satomi chiede e Licia cosa ne pensi dell'accaduto e, appreso che la suddetta non sembra sospettare minimamente che il padre si sia innamorato di Mary, decide assieme a Mirko di far incontrare la manager con Marrabbio, per vedere la reazione di quest'ultimo e, come pretesto per fare ciò, si mette d'accordo con i Bee Hive e Lucas per andare l'indomani al Mambo con Manuela, Marika e Mary.
- Canzoni: Lovely Smile, Broken Heart.

## La congiura dei Beehive
- Prima TV: 27 ottobre 1986

Ricordando ciò che le aveva detto Satomi il giorno precedente, anche Licia comincia a capire che lo strano comportamento di Marrabbio derivi dal fatto che il suddetto possa essersi innamorato di Mary. Più tardi Satomi spiega ai Bee Hive qual è il vero motivo per cui ha voluto che tutti andassero al Mambo, ovvero per vedere la reazione di Marrabbio alla vista di Mary, così che l'uomo si renda conto di cosa significhi essere innamorati, in modo che possa quindi cominciare ad accettare la relazione tra Mirko e Licia. Di conseguenza più tardi arrivano al locale i Bee Hive, Manuela, Marika, Lucas e Mary. All'arrivo di quest'ultima, Marrabbio ha una reazione simile a quella del loro primo incontro, finendo così con l'andare nuovamente "in tilt".
- Canzoni: Nel grande cielo blu.

## Un fulmine chiamato Mary
- Prima TV: 29 ottobre 1986

Il comportamento di Marrabbio in presenza di Mary sembra confermare i dubbi di Satomi. Mentre sono tutti al Mambo, Mary fa un annuncio importante ai Bee Hive: i ragazzi si esibiranno infatti in una tournée in alcuni luoghi di villeggiatura, andando anche in località turistiche marittime e montane. I ragazzi sono molto felici per questo, ma Mirko è piuttosto preoccupato perché sa che dovrà nuovamente separarsi da Licia, sempre che la suddetta non riesca a convincere il padre ad andare con i Bee Hive, cosa che piacerebbe anche ad Andrea. Più tardi Satomi e Mirko discutono sull'accaduto, e quest'ultimo crede che dovrebbero far incontrare nuovamente Marrabbio e Mary, dato che in quel giorno la situazione non è stata delle più favorevoli.
- Canzoni: I Need Your Love (in sottofondo), Love me sempre più.

## Un invito per Marrabbio
- Prima TV: 31 ottobre 1986

È l'ultimo giorno d'asilo, e Andrea ci va, accompagnato da Licia, portando dei fiori per Katia. Marika telefona poi a Marrabbio per invitare lui e Licia ad una festa che si terrà a casa sua e il padre di quest'ultima decide di dare il permesso alla figlia di andarci, ma non risulta intenzionato ad andare lui stesso. Tuttavia Marika le fa cambiare immediatamente idea appena gli fa sapere che alla festa ci sarà anche Mary. Tutti gli invitati, di conseguenza, si preparano, compreso Marrabbio, che tenta di vestirsi in maniera elegante per fare colpo su di Mary.

## Una simpatica festa
- Prima TV: 3 novembre 1986

Gli invitati vanno alla festa a casa di Marika dove, con sorpresa di Licia, si presenta anche Marrabbio. Durante la festa quest'ultimo risulta compiaciuto della musica dei Bee Hive, che ascolta molto volentieri. Successivamente riuscirà anche a ballare con Mary e a vincere una caccia al tesoro organizzata da Marika ed Elisa. Finita la festa, Marrabbio torna al Mambo, dove Nonno Sam e Lauro lo rimproverano per non essere venuto a pescare con loro. I due scoprono allora, grazie ad Andrea, che il suddetto è andato alla festa e ha ballato con Mary, e scherzano sull'accaduto.
- Canzoni: Baciami, Kiss Me with Love.

## Tanti amici per Licia
- Prima TV: 5 novembre 1986

Marrabbio si rattrista molto quando scopre che Andrea e Giuliano andranno in tournée coi Bee Hive, e, a tal proposito, non si dimostra minimamente disposto a lasciare che Licia ci vada, impedendo così che lei e Mirko si vedano per parecchio tempo. Ai Bee Hive viene però in mente un piano per convincere Marrabbio a far partire la figlia. Vanno quindi tutti al Mambo con Mary, che riesce a persuadere Marrabbio a far partire Licia, facendogli anche considerare il fatto che pure lei andrà via assieme a loro, convincendolo quindi al fatto che Licia venga lasciata in buone mani.
- Canzoni: Nel grande cielo blu.

## Andrea al mare
- Prima TV: 7 novembre 1986

I Bee Hive vanno al mare assieme a Licia, Andrea, Giuliano, Marika, Manuela, Lucas e Mary. Andrea sente tuttavia la mancanza di Marrabbio ed Elisa, ma alla fine anche lui si diverte. Durante un gioco in spiaggia, Lucas perde, e come penitenza è costretto a fare un discorso in cui elogia i Bee Hive, nel quale rivela che un disco del gruppo è arrivato all'ottavo posto nella classifica dei 33 giri di Sorrisi e Canzoni. Licia continua a provare a telefonare a suo padre, ma, dato che la linea è sempre occupata, riesce a parlargli solo quando il suddetto le telefona a sera tarda. Durante la telefonata Marrabbio avrà anche l'occasione di parlare con Mary.
- Canzoni: Lovely Smile.

## Sulla spiaggia
- Prima TV: 10 novembre 1986

I ragazzi continuano la loro permanenza al mare, e Mary bada sempre meno alle prove, pensando piuttosto ad andare in spiaggia (cosa che fa piacere ai Bee Hive, ma non a Lucas), dove comunque stranamente sta sempre sola, rimanendo in disparte. Il loro soggiorno sta per finire e nel frattempo Marrabbio, sentendo la mancanza di Licia, Andrea e Giuliano, decide di raggiungerli al mare, anche per poter incontrare Mary.
- Canzoni: Baciami, Kiss Me with Love, Broken Heart.

## Marrabbio in vacanza
- Prima TV: 12 novembre 1986

Dopo che i Bee Hive hanno eseguito un concerto, con sorpresa di tutti, davanti ai ragazzi si presenta Marrabbio, che ha deciso di raggiungerli, e più tardi arriva anche Elisa, che farà compagnia ad Andrea. Poi in spiaggia fa la sua comparsa Vilfredo María, un tipico donnaiolo che tenta subito di attirare l'attenzione di Mary, facendo ingelosire Marrabbio. Successivamente Vilfredo va nuovamente in spiaggia per amoreggiare con Mary, ma viene prontamente interrotto da Marrabbio. Intanto Licia, Marika, Satomi, Andrea ed Elisa vanno in un negozio, dove Satomi regala un canotto ad Andrea. Quest'ultimo decide di andare in spiaggia, dove c'è il suo canotto, senza farsi vedere da Licia. Una volta arrivato al suddetto, ci sale, e viene portato via dal mare.
- Canzoni: Nel grande cielo blu.

## Il naufragio
- Prima TV: 14 novembre 1986

Andrea non riesce più a tornare a riva con il canotto, ma i ragazzi se ne accorgono e il bambino viene salvato in tempo da Mirko. Più tardi i Bee Hive si esibiscono in un concerto, che i Bee Hive decidono di dedicare a Mirko per lo spavento che gli deve aver provocato il fatto che suo fratello si fosse perso in mare. Le vacanze al mare stanno finendo, e Licia è preoccupata perché teme che il padre non le permetta di seguire i Bee Hive anche in montagna, ma Mirko la rassicura dicendo che invece Marrabbio sembra essere propenso ad andare con loro, dato che anche Vilfredo María ha deciso di seguirli.
- Canzoni: Lovely Smile, Baciami, Kiss Me with Love.

## Ritorno a casa
- Prima TV: 17 novembre 1986

I protagonisti tornano a casa dopo essere stati al mare, e in tal caso Marrabbio, come aveva previsto Mirko, stabilisce che anche lui e Licia andranno coi Bee Hive nelle loro imminenti vacanze in montagna. Dopo un po' tuttavia Marrabbio rimprovera Licia e Mirko per essersi baciati, facendo piangere Licia. Nel frattempo, con sorpresa di tutti, fa la sua comparsa Hildegard, una ragazza tedesca amica dei protagonisti, che ha decide di tornare in Italia a trovarli. La suddetta va al Mambo, dove Marrabbio decide di ospitarla per una notte, sospettando (a ragione) che non avesse un posto dove dormire. Hildegard è molto brava a imitare la voce degli altri, caratteristica che sarà un pretesto per prendere in giro Marrabbio, facendogli credere di essere qualcun altro utilizzando una voce diversa.

## Le favole di Hildegard
- Prima TV: 19 novembre 1986

Visti i numerosi impegni di Mirko, dato che, oltre al canto, deve anche studiare per potersi laureare, Licia si offre di ospitare Andrea a casa sua per un giorno. Più tardi Mary va al Mambo, dove Marrabbio ha quindi l'occasione di parlare con lei. Come risultato Lauro e Nonno Sam lo trovano imbambolato, immerso nei suoi pensieri, quando, dopo, entrano al locale. Quando arrivano altri clienti, Marrabbio accende la radio così da ascoltare la musica dei Bee Hive, che risultano piacergli molto. Quella sera, prima di andare a dormire, Hildegard racconta ad Andrea la storia dello gnomo Gulli che, essendo altro di 50 metri e 90 centimetri (pur essendo uno gnomo), avrà parecchie difficoltà a stare nella città di Ver, problema che risolverà sedendosi su una sedia gigante costruita apposta per lui. Questo farà nascere la leggenda che riguarda l'esistenza di un gigante di nome Gulliver.
- Canzoni: Nel grande cielo blu, Broken Heart (per radio), Baciami, Kiss Me with Love (per radio).

- Nota: Generalmente Hildegard imita la voce di altre personaggi della serie. In una scena però la si vede invece imitare la voce di Memole, protagonista della serie Memole dolce Memole. Questo è un riferimento al fatto che il suddetto personaggio è doppiato da Debora Magnaghi, l'attrice che interpreta Hildegard.

## Preparativi per la montagna
- Prima TV: 21 novembre 1986

Dato che anche Nonno Sam e Lauro andranno in montagna assieme ai Bee Hive, i due si incontrano con Marrabbio per i preparativi, risultando però parecchio impacciati. I tre partiranno ben sei ore prima degli altri, perché Marrabbio vuole che i primi arrivati vengano riconosciuti dalla gente del posto come "gente affidabile". Dato che Hildegard dovrà partire per Firenze, quella sera Licia la accompagna in stazione assieme ad Andrea, per poi portare il bambino a casa sua. Più tardi Marrabbio, Nonno Sam e Lauro preparano l'occorrente per la partenza, e si danno poi appuntamento per il giorno successivo.
- Canzoni: Nel grande cielo blu, Love me sempre più (in sottofondo), La ninna nanna di Licia.

## In montagna
- Prima TV: 24 novembre 1986

Il gruppo parte per la montagna, ma prima di raggiungere la metà si imbatte in Marrabbio, Lauro e Nonno Sam, che sono bloccati in mezzo alla strada perché il pulmino sul quale stavano viaggiando ha smesso di funzionare. Non volendo chiamare un meccanico i tre decidono di spingerlo manualmente. Gli altri finiscono il viaggio, e incontrano Grinta. Incuriosita, Licia le chiede cosa ci faccia lì, e lui risponde che quello è un posto dove va molto spesso. Il gruppo (compreso Grinta), va poi a fare un picnic, senza però i Bee Hive (essendo impegnati a suonare) e Lucas. Ad un certo punto Licia nota che Andrea, Giuliano, Elisa e Grinta sono spariti, e li cerca assieme agli altri. Intanto i tre bambini e il gatto, guidati da Grinta, tentano di raggiungerli.

## Andrea dove sei?
- Prima TV: 28 novembre 1986

Vilfredo va dai Bee Hive ad avvisarli che i bambini sono scomparsi. Alla fine i suddetti vengono trovati mentre stanno dormendo nel bosco. Il giorno successivo i Bee Hive si esibiscono in un concerto, e successivamente i tre bambini e Giuliano fanno un picnic, durante il quale trovano Vilfredo che li stava spiando. Andrea si accorge che il suddetto ha un taccuino con scritte le ricette delle polpette di Marrabbio. Andrea glielo prende di mano e si arrabbia, dicendo che Vilfredo le stava copiando. Essendo in una brutta situazione, quest'ultimo chiede di non dirlo a nessuno, rivelando di essere un informatore industriale, che stava evidentemente tentando di "rubare" le ricette di Marrabbio. I bambini non gli ubbidiscono, e vanno a raccontare la verità agli altri. Allo scoprire che Vilfredo è un informatore industriale, Mary sviene, e verrà poi risvegliata da Marrabbio.
- Canzoni: Broken Heart, I Need Your Love.

## Si ricomincia
- Prima TV: 1º dicembre 1986

Anche le vacanze in montagna sono finite, così tutti tornano a casa, ricordando con nostalgia i momenti da poco trascorsi. Mirko fa sapere ad Andrea che i Bee Hive faranno un'apparizione in televisione, dicendogli però di non rivelarlo a nessuno. Più tardi Licia, parlando con Satomi, gli rivela di essere preoccupata per Mirko che, tra il lavoro, gli studi e il dover badare a suo fratello, è sempre impegnato. Satomi ne parla quindi con Mirko, decidendo di aiutarlo dandogli una mano con gli studi.
- Canzoni: Broken Heart, I Need Your Love, Love me sempre più.

## Tutti per Mirko
- Prima TV: 3 dicembre 1986

Siccome a Mirko serve più tempo per studiare, i Bee Hive decidono di attuare un piano: dato che Lucas si arrabbierebbe se lui fosse giornalmente assente per alcune ore, ogni giorno, a turno, un altro membro del gruppo si assenterà con una scusa inventata, facendo sì che il gruppo si possa esibire meno ore e, dato che Lucas non potrà prendersela con tutti, dovrà accettare la cosa. Così facendo Mirko avrà due ore in più al giorno per studiare. Più tardi Licia e Mirko mettono Andrea a letto, e dopo ciò i Bee Hive informano il cantante della loro strategia. Mirko accompagna poi Licia a casa, e durante il tragitto i due avranno l'occasione di ballare insieme.
- Canzoni: Nel grande cielo blu.

## Pronti per l'asilo
- Prima TV: 5 dicembre 1986

Grazie alla pensata dei Bee Hive, Mirko ha più tempo per studiare, venendo aiutato da Satomi. Nel frattempo Andrea ed Elisa vanno con Licia e Marika a comprare un astuccio per l'asilo. Più tardi Mirko va all'università, dove scopre che il suo ultimo esame si svolgerà il 18 dicembre e, avendo incontrato Satomi sul posto, gli rivela di non avere molta sicurezza il sé stesso, nonostante, secondo l'amico, si sia preparato piuttosto bene. Più tardi Mary si ferma al Mambo, rimanendoci però troppo tempo. Quando si accorge dell'ora che si è fatta, si precipita in sala prove, temendo di arrivare in ritardo, col risultato che Marrabbio si commisererà per non essere riuscito a far mangiare le sue polpette a Mary.
- Canzoni: La ninna nanna di Licia, Lovely Smile.

## Dove sei Giuliano?
- Prima TV: 8 dicembre 1986

Marrabbio è ancora triste per l'accaduto, e i Bee Hive notano che anche Mary si comporta in modo strano. Più tardi, in un momento in cui il Mambo è deserto, Giuliano viene rapito da un individuo misterioso e portato via. Accortosi dell'assenza del gatto, Mirko va a vedere se sia per caso tornato a casa, dove però non lo trova. La scomparsa di Giuliano colpisce in maniera particolare Andrea, che non riesce a darsi pace. L'indomani i Bee Hive, Licia, Manuela, Marika, Marrabbio, Lauro e Nonno Sam si mettono tutti alla ricerca del gatto, senza successo. Giuliano intanto si trova in un edificio non precisato, dove un individuo incappucciato tenta, invano, di fargli mangiare della verdura.
- Canzoni: Nel grande cielo blu.

## Cercando Giuliano
- Prima TV: inedito

- Nota: Non risulta essere stato trasmesso alcun episodio della serie intitolato Cercando Giuliano, nonostante fosse stato segnalato da alcune guide televisive.[1] A seguito di ciò, talvolta la numerazione degli episodi conta anche questo episodio, come su Mediaset Play, dove, dopo il 27º episodio, risulta esserci il 29º.[2] Talvolta l'episodio non viene invece numerato, come ad esempio su Infinity TV.[3]

## La strategia
- Prima TV: 10 dicembre 1986

Giovanni, un anziano veterano di guerra, dice di aver visto un uomo mettere un gatto in un sacco e successivamente caricarlo sopra un camion. Deducendo che si tratti di Giuliano, i protagonisti indagano seguendo questi indizi. Marrabbio raduna un gruppo di sospettati, chiedendo poi il parere di Giovanni, che conferma che nessuno di loro sia il colpevole. Le ricerche continuano, ma, non dando alcun esito positivo, Marrabbio decide di far fare un annuncio in televisione nel quale viene offerta una ricompensa a chi sia in grado di dare informazioni utili al ritrovamento di Giuliano. L'aver fatto trasmettere il messaggio per televisione è un gesto che verrà apprezzato parecchio da Mary.
- Canzoni: Broken Heart (in sottofondo).

## Ore 10: lezione di polpette
- Prima TV: 12 dicembre 1986

Di mattina presto, prima che Mirko si svegli, Andrea riceve una telefonata dal rapitore di Giuliano, il quale fa sapere che il gatto verrà liberato solo quando gli verrà rivelato il segreto delle polpette di Marrabbio. Quando, successivamente, Satomi telefona a casa di Mirko e Andrea, quest'ultimo, scambiandolo per il rapitore, gli chiede di smetterla di telefonare, per poi dire che si trattava di uno scherzo quando, successivamente, si rende conto di chi fosse in realtà il vero interlocutore. Nonno Sam e Lauro continuano le loro ricerche, e Andrea si fa insegnare da Marrabbio come si cucinano le sue polpette. Successivamente Andrea, telefonando ad Elisa, le chiede di venire subito al Mambo con Grinta. Nel frattempo i Bee Hive vanno negli studi di Canale 5 da Corrado, dato che devono fare un'apparizione televisiva. Dopo un po' Elisa e Grinta arrivano al Mambo assieme a Marika, e Andrea rivela ai due bambini ciò che gli ha detto al telefono il rapitore di Giuliano.
- Canzoni: Broken Heart.

- Nota: In quest'episodio compare il noto conduttore televisivo Corrado, nel ruolo di sé stesso.

## Un parco pieno di sorprese
- Prima TV: 15 dicembre 1986

Andrea decide di rispettare il volere del rapitore di Giuliano dandogli un foglio con la ricetta segreta delle polpette (che gli era stata precedentemente rivelata da Marrabbio stesso), che ha fatto scrivere a Elisa sotto dettatura di Grinta. Più tardi i tre bambini vanno al parco, dove incontrano il rapitore incappucciato con Giuliano. Mentre gli stanno per consegnare la ricetta, Marika, ancora intenta a cercare il gatto, li vede da lontano con un cannocchiale e avverte i suoi amici. Tutti si precipitano da loro e smascherano il rapitore, che scoprono essere Vilfredo María. Giuliano è stato finalmente ritrovato e Andrea spiega quindi ciò che volevano fare e Marrabbio gli dice di non essere arrabbiato con lui, dato che stava per consegnare la ricetta per una giusta causa, ma gli dice di strapparla in modo da renderla illeggibile.
- Canzoni: Baciami, Kiss Me with Love (per radio).

## Mambo e rock 'n roll
- Prima TV: 17 dicembre 1986

Essendo stato lontano da casa per diversi giorni, Giuliano ha perso la memoria, tuttavia Marrabbio, Nonno Sam e Lauro riusciranno a fargliela tornare. Successivamente i Bee Hive vanno da Corrado negli studi di Canale 5 per la loro apparizione televisiva, nella quale partecipano a una gara canora che alla fine vinceranno.
- Canzoni: Broken Heart, Love me sempre più.

- Nota: In quest'episodio compare nuovamente Corrado nel ruolo di sé stesso.

## La canzone di Licia
- Prima TV: 19 dicembre 1986

Il giorno precedente al compleanno di Andrea, Satomi fa vedere a Licia un foglio col testo di una canzone scritta e composta da Mirko e Satomi il giorno in cui nacque Andrea, quando loro due erano ancora dei ragazzi. Satomi vorrebbe che Licia la cantasse il giorno successivo, per fare una sorpresa ad Andrea e Mirko. Licia accetta, così si mettono d'accordo per trovarsi più tardi in sala prove assieme ai Bee Hive (escluso Mirko). Quando Licia si mette a cantare, i ragazzi si complimentano per la sua bravura. Più tardi un corriere consegna a Marrabbio un mazzo di fiori, senza però dire chi glielo abbia mandati. Prima di andare a dormire, Licia dà a Mirko un pacco regalo per Andrea, e i due si danno appuntamento all'asilo il giorno successivo, dato che quello sarà il luogo dove si festeggerà il compleanno.
- Canzoni: Andrea.

## Il compleanno di Andrea
- Prima TV: 22 dicembre 1986

Il giorno del suo compleanno, Andrea teme che Mirko si sia dimenticato della ricorrenza, ma in realtà, poco dopo che Andrea si è svegliato di mattina, il fratello gli fa gli auguri dandogli il regalo che gli aveva dato Licia il giorno precedente, che si scopre essere la casa di David Gnomo. Successivamente Andrea va al Mambo assieme al fratello, dove Marrabbio gli regala una macchinina degli Snorky e Licia gli regala i dischi CantaSnorky e David Gnomo amico mio (entrambi album di Cristina D'Avena). Tutti si preparano per l'imminente festa di compleanno, e intanto a Marrabbio viene recapitato un altro mazzo di rose ma, mentre in quello precedente c'era un foglio con scritto chi l'aveva mandato, in questo non c'era alcuna indicazione su chi fosse il mittente, tanto da fargli sperare che possa trattarsi di Mary. Per non dover spiegare la presenza di tutte quelle rose, Marrabbio decide di utilizzarlo come decorazione per una torta che stava preparando per Andrea. Più tardi i Bee Hive, Manuela, Marika, Licia, Mary, Marrabbio, Lauro e Nonno Sam vanno all'asilo, luogo dei festeggiamenti. Lì Licia canterà poi la canzone scritta da Mirko per Andrea.
- Canzoni: Andrea, Nel grande cielo blu.

## Buon Natale!
- Prima TV: 24 dicembre 1986

La vigilia di Natale, poco prima di mezzanotte, Licia ripensa agli eventi accaduti negli ultimi giorni: i Bee Hive sono arrivati tra i primi nella classifica di Superclassifica Show, Marrabbio è finalmente riuscito a far mangiare le sue polpette a Mary, che ha dimostrato di apprezzarle molto e Mirko è riuscito a superare l'ultimo esame scolastico prendendo 30 e lode. Poco dopo i Bee Hive, Licia, Manuela, Marika, Marrabbio, Nonno Sam, Lauro, Andrea, Elisa, Giuliano, Lucas e Mary si trovano tutti quanto al Mambo per festeggiare il Natale, sotto consiglio di quest'ultima. Licia e Andrea cantano una canzone e poi tutti scartano i propri regali. Con l'occasione Lucas annuncia che i Bee Hive hanno vinto il loro primo disco d'oro.
- Canzoni: Andrea, Lovely Smile, Natale con Licia.